# Pouga
Pouga est une commune située dans le département de Tongomayel, dans la province du Soum, région du Sahel, au Burkina Faso.